# Khoiak
Dans l'Égypte antique, Khoiak (ou Choeac) est le quatrième mois de la saison Akhet du calendrier nilotique (basé sur la crue du Nil). Ce mois correspond à octobre-novembre du calendrier grégorien.
Durant le premier millénaire avant notre ère, les Mystères d'Osiris se tenaient au mois de Khoiak dans plusieurs villes égyptiennes afin de commémorer les principaux épisodes du mythe osirien ; assassinat d'Osiris par Seth, sa momification par Isis et Anubis et sa victoire sur la mort.